# Váczi Eszter
Váczi Eszter (Budapest, 1976. július 22. –), magyar előadóművész, énekesnő, dalszerző, dalszövegíró. A Jazz+Az formáció (1998-2000) tagja, a Szörp zenekar énekesnője (1997- 2010), a Váczi Eszter Quartet alapítója, énekese és dalszerzője (2002-től). 2024-ben megpályázta és elnyerte a kairói Liszt Intézet igazgatói posztját, amelyet 2025 tavaszától tölt be.

## Családja
Budapesten született, édesapja Váczi László képzőművész, édesanyja Baróti Judit muzeológus. Testvére Váczi János sportmenedzser, 2010-2019 között budapesti kerületi alpolgármester. Anyai nagyapja Baróti Lajos, aki a XX. században magyar válogatott labdarúgó, edző és szövetségi kapitányi posztokat is betöltött. Férje Jusztin Ádám, Gyermekei Jusztin Áfra (2010-) és Jusztin Ámon (2013-). 

## Tanulmányai
Általános iskolai tanulmányait a Kodály Zoltán Ének-Zenei Általános iskolában végezte. Középiskolába a II. Rákóczi Ferenc Gimnáziumba járt, itt érettségizett 1994-ben. Egy évet tanult a Kőbányai Zenei Stúdióban a stúdio indulásának évében, majd a Liszt Ferenc Zeneművészeti Főiskola jazz-ének szakán 2001-ben művész-tanár diplomát szerzett.  Az Eötvös Loránd Tudományegyetem Bölcsésztudományi karának arabisztika szakán 2018-ban kapott diplomát.

## Zenei pályafutása
Első zenekara az acid jazz-t játszó Szörp, amelynek az énekeseként és egyik dalszerzőjeként dolgozott. 
Még főiskolás korában tagja lett a rövid ideig fennálló, de rendkívül népszerű Jazz+Az formációnak, amelyet Dés László és Geszti Péter alapítottak. Az együttes legnagyobb sikerű számai közül a Csepp a tengerben és a Ma jól vagyok c. dalok az ő hangján váltak ismertté. Országos népszerűségét ennek a produkciónak valamint a kétezres évek egyik legtöbbet játszott slágerének, a Beryvel (Sugár Bertalan) előadott Egyedül c. dalnak köszönhette. 

Váczi Eszter éneklés közben

2002-ben hozta létre saját zenekarát, a Váczi Eszter Quartetet, amelynek alapítói rajta kívül a Szörp zenekarból ismert Gátos Iván, Gátos Bálint és Mike Zsolt voltak.
2009-ben jelent meg első albumuk, a Vissza hozzád, amely platina-, majd 2011-ben az Eszter kertje c. második lemezük aranylemez elismerést kapott jazz kategóriában. Ezt követte a Belső tenger című album 2014-ben, amelynek szövegei után Artisjus díjat kapott, mint az év dalszövegírója. Egy perc című korongjuk 2017-ben jelent meg, amelyen tovább folytatták korábbi együttműködésüket a Grammy díjas amerikai hangmérnökkel, Helik Hadarral. 2024-ben készítették el a Lesz majd úgy című hanganyagot, melyen társszövegíróként Mesterházy Balázs író/költő is közreműködött. A Váczi Eszter és a Quartet tagjai: Gátos Iván - billentyű, Gátos Bálint - basszusgitár, Gyenge Lajos - dob, Schneider Zoltán -gitár, Váczi Eszter - ének.
Váczi Eszter saját dalainak állandó szövegírója és gyakran zeneszerzője is. Zenei pályafutására jellemző az elkötelezettség a magas minőség, az egyéni stílus és az önálló út mellett. Egyediségét erősíti különleges énekhangja és zenekarának karakteres hangzása, amely gyakran a jazz és a sanzon sajátos ötvözetét hozza létre. Közreműködött számtalan formációban vendég előadóként. A teljesség igénye nélkül néhány példa: a magyar underground számait feldolgozó 2001-es Magyar Ugar c. albumon egy Balaton dalt (Ez a ház is, Víg Mihály szerzeménye) adott elő. 2006-ban közreműködött a Hobo Blues Band Tomsits Rudolfra emlékező lemezén és ezekben az években rendszeresen fellépett a jazz-rockot játszó Hárshegy Band-del is. 2011-ben Presser Gábor és Parti Nagy Lajos albumán vett részt előadóként. Dolgozott a Balogh Kálmán Gipsy Cimbalom Band-del koncerten és lemezen (Délibáb), Kovács Ferenc Hatok, és Ágoston Béla és Frank London Tikmonka c. lemezén is. Énekelte Dés László szerzeményét Koltay Róbert Világszám című filmjében és duettet adott elő Zoránnal az Egypár barát c. albumon.
2023-ban Geszti Péterrel közösen jelentette meg a Vabadaba című albumot, amely nagy sikerű közös estjük dalainak válogatását tartalmazza. A kiadványon saját szerzeményeik mellett hazai és külföldi szerzők műveit is feldolgozták. Ugyancsak 2023-ban a Dalfutár című műsorban a közönségszavazás után az Azariahhal közösen írt daluk nyerte el az Évad dalszerzője díjat. A Jazzy Rádió 2024-es harmincas sikerlistáján az 5. helyezett lett az a feldolgozás, ahol a Stinky Bugs zenekarral Presser Gábor- Szevanovity Dusán: Titkos szobák szerelme című dalát adtak elő, melyet eredetileg Katona Klári énekelt.

## Díjai
- aranylemez 2010
- platinalemez 2011
- Artisjus díjas szövegíró 2014

## Albumok
- Jazz+Az: Kalózok (1998)
- Jazz+Az: Egynek jó (1999, Arany Zsiráf díj)
- Váczi Eszter Quartet: Vissza hozzád (2009)
- Váczi Eszter Quartet: Eszter kertje (2011)
- Váczi Eszter Quartet: Belső tenger (2014)
- Váczi Eszter Quartet: Egy perc (2017)
- Geszti Péter és Váczi Eszter: Vabadaba (2023)
- Váczi Eszter Quartet: Lesz majd úgy (2025)

## Albumon kívül megjelent dalok
- Csak így ereszd el (Gátos Iván-Váczi Eszter) 2021
- A Duna parton (zene és szöveg: Kálmán Tamás, előadó: Váczi Eszter) 2022
- Pávatánc (zene és szöveg: Váczi Eszter) 2023 - Szőke András: Brigádnapló című filmjében hangzik el
- Szólj hozzám (Azariah- Váczi Eszter, előadó: Zséda) 2023,  a Dalfutár című műsor díjnyertes dala

## Fontosabb koncertek
Zenekarával fellépett számtalan budapesti és vidéki helyszínen, valamint a szomszédos országok határon túli magyarok által lakott területein is. A fellépéseik közül kiemelkedik a Millenáris Parkban (2012), a Katona József színházban (2014), a Művészetek Palotájában (2014), a Belvárosi Színházban (2016) a Petőfi Rádió Acustic című műsorában (2020) és a Pesti Színházban (2024) adott koncertjük. Külföldön játszottak Bécsben, Berlinben, Münchenben, Luxembourgban, Párizsban, Prágában, Los Angelesben, San Franciscoban, és Kairóban.

## Film, színház
Közreműködött több filmben is, így Sas Tamás Kalózok, Koltay Róbert Világszám, Orosz Dénes Polygamy és Szőke András Brigádnapló című alkotásaiban.
Színházban a Thalia régi stúdiójában 2002-ben bemutatott, majd hat éven át teltházzal futó Shopping and Fucking című darabban játszott, melyet Mark Ravenhill írt, Varró Dániel fordított és Alföldi Róbert rendezett. Szegeden a Szabadtéri Játékokon Monory András-Geszti Péter: Ezeregy éjszaka című zenés darabjában szerepelt 2023-ban és 2024-ben.

## Fontosabb interjúk és kritikák
- langolo.hu: Nagyon sokáig nem gondoltam, hogy zenével fogok foglalkozni – interjú Váczi Eszterrel
- JazzMa.hu: Exkluzív interjú Váczi Eszterrel
- JazzMa.hu: Lemezpolc kritika: Váczi Eszter - Egy perc
- NőkLapja: Harc és béke az idő múlásával – Interjú Váczi Eszterrel